# Woodville, Texas
Woodville är en småstad (town) i den amerikanska delstaten Texas med en yta av 8,2 km² och en folkmängd som uppgår till 2 415 invånare (2000). Woodville, som är administrativ huvudort i Tyler County, har fått sitt namn efter politikern George Tyler Wood. En av de främsta sevärdheterna är Heritage Village, en replika av en gammaldags bosättning från pionjärernas tid.